# Frontmachen
Frontmachen ist ein Begriff aus der Soldatensprache, der sich zunächst auf Truppenbewegungen bezieht, die von einer Flanken- oder Rückwärtsbewegung zu einer Frontaufstellung gegen die feindlichen Kräfte übergehen.
Darüber hinaus wird unter Frontmachen bei einigen Armeen eine Ehrenbezeugung einzelner Soldaten vor Vorgesetzten verstanden, die darin besteht, dass der Soldat, Unteroffizier oder Offizier beim Nahen des zu Grüßenden seinen Gang unterbricht oder beim Stehen sich herumwendet, in gerader Haltung stillsteht und das Auge auf den vorübergehenden Vorgesetzten richtet. Dienstgrade ab Feldwebel/Bootsmann legen dabei gleichzeitig die Hand an die Kopfbedeckung.
Im figürlichen Sinne bedeutet Frontmachen das Aufnehmen des Widerstandes gegen einen Gegner oder ein Ungemach.